# Accident d'un Antonov An-74 de l'Armée de libération populaire du Laos en 2014
 (février 2020).
Si vous disposez d'ouvrages ou d'articles de référence ou si vous connaissez des sites web de qualité traitant du thème abordé ici, merci de compléter l'article en donnant les références utiles à sa vérifiabilité et en les liant à la section « Notes et références ».
L'accident d'un Antonov An-74 de l'Armée de libération populaire du Laos en 2014 a eu lieu le 17 mai 2014. Un avion de transport Antonov An-74 de la Force aérienne de l'Armée de libération populaire du Laos s'est écrasé alors qu'il se rendait dans la province de Xieng khoang, dans le nord du Laos, tuant 16 des 17 personnes présentes à bord de l'avion. Parmi les victimes figurent plusieurs politiciens laotiens qui se déplaçaient pour assister à une cérémonie célébrant le 55e anniversaire de la deuxième division de l'armée populaire lao.

## Accident
Le 17 mai 2014, entre 6h15 et 7h00 heure locale (UTC+07:00), à 1500 mètres ou 2000 mètres de l'arrivée à l'Aéroport de Xieng Khouang (en), l'avion s'est écrasé à Baan Nadi, à 500 km de l'Aéroport international de Wattay. L'avion était trop bas en approche finale et son train d'atterrissage a écrasé quelques arbres juste à côté de la piste, ce qui a provoqué le crash, attribué à une erreur technique.

## Avion
L'avion impliqué était un bimoteur Antonov An-74TK-300 de construction ukrainienne[réf. souhaitée], immatriculé RDPL-34020.

## Passagers
Les rapports initiaux suggéraient qu'il y avait quatorze passagers, mais des rapports ultérieurs donnaient le chiffre de vingt à bord au moment de l'accident, seulement trois auraient survécu, selon des sources officielles. Une fois que la situation est devenue plus claire, le nombre de passagers a été donné comme dix-sept et le nombre de morts a été donné comme seize, avec un survivant après que les deux autres survivants originaux sont morts des suites de leurs blessures.
Les personnes tuées comprenaient:
- Douangchay Phichit, membre du Politburo du Parti révolutionnaire populaire lao, vice-premier ministre et ministre de la défense nationale[2].
- Thongbanh Sengaphone, secrétaire du Parti révolutionnaire populaire lao et ministre de la Sécurité publique.
- Cheuang Sombounkhanh, secrétaire du Parti révolutionnaire populaire lao et chef de la Commission de propagande et de formation.
- Soukanh Mahalath, secrétaire du Parti révolutionnaire populaire lao, secrétaire du parti et gouverneur de Vientiane.

Bien que les noms des survivants n'aient pas été initialement divulgués, une source d'information thaïlandaise a déclaré que le copilote, une infirmière et une autre personne avaient survécu. Le secrétaire permanent du ministère de la Défense en Thaïlande a déclaré que le ministre de la Défense du Laos et quatre autres personnes avaient été tués, et un témoin a également déclaré que le ministre de la Défense était décédé, et a donné le chiffre de quatorze morts.

## Réactions
La mort de "sans doute les deux personnes les plus puissantes de l'appareil de sécurité" aurait été un coup dur pour le Parti révolutionnaire populaire lao au pouvoir. Après le crash, la cérémonie a été annulée et une période de deuil national de trois jours a été annoncée.